# Ichnotropis squamulosa
Ichnotropis squamulosa là một loài thằn lằn trong họ Lacertidae. Loài này được Peters mô tả khoa học đầu tiên năm 1854.